# Solid Ball of Rock
Albums de Saxon
Best of Saxon
(1991) Forever Free
(1992)
Singles
1. Requiem (We Will Remember)
Sortie : mars 1991

Solid Ball of Rock est le 10e album studio du groupe britannique de heavy metal, Saxon. Il est sorti le 4 février 1991 sur le label Virgin Records et a été produit par le groupe et Kalle Trapp.
Il est marqué par l'arrivée de Nibbs Carter à la basse pour remplacer Paul Johnson. L'album n'entra pas dans les classements musicaux du Royaume-Uni mais se classa en Allemagne (#23) et en Suisse (#28).

## Liste des titres
1. Solid Ball of Rock (Bram Tchaikovsky/Micky Broadbent) - 4:40
2. Altar of the Gods (Nibbs Carter) - 3:42
3. Requiem (We Will Remember) (Carter/Biff Byford/Graham Oliver/Nigel Glockler) - 5:18
4. Lights in the Sky ( Byford/Paul Johnson/Paul Quinn) - 4:07
5. I Just Can't Get Enough (Byford/Johnson/Quinn) - 4:38
6. Baptism of Fire (Carter) - 3:12
7. Ain't Gonna Take It - (Carter/Byford/Oliver/Glockler) - 4:52
8. I'm on Fire (Carter) - 4:23
9. Overture in B-Minor / Refugee - (Carter/Byford) - 5:37
10. Bavarian Beaver (Carter) - 1:14
11. Crash Dive (Carter) - 3:07

## Composition du groupe
- Biff Byford: chant
- Graham Oliver: guitares
- Paul Quinn: guitare
- Nibbs Carter: basse
- Nigel Glockler: batterie

## Crédits
- Produit par Kalle Trapp et Saxon
- Mixé par Kalle Trapp et Biff Byford
- Enregistré aux Karo Studios Brackel / Hambourg
- Pré-production aux Gems Studios, Lincs

## Charts
| Pays      | Durée du classement | Meilleur classement | Date            |
| --------- | ------------------- | ------------------- | --------------- |
| Allemagne | 12 semaines         | 23e                 | 18 février 1991 |
| Suisse    | 3 semaines          | 28e                 | 24 mars 1991    |